# Isabelle Allen
Isabelle Allen também conhecida por Issy(Eastbourne, East Sussex, 16 de março de 2002) é uma atriz britânica conhecida por representar o papel da jovem Cosette na adaptação em filme de 2012 Les Misérables. Mais tarde, Isabelle foi convocada para desempenhar o mesmo papel no teatro de West End, um espetáculo de produção em palco. Allen foi descoberta por Jeremy James Taylor, chefe do British National Youth Music Theatre, depois de a ver na peça The Pied Piper em Eastbourne, East Sussex, sua cidade natal. Os seus pais são Elaine e Nigel Allen.
Isabelle interpreta o papel de uma criança cuja mãe Fantine morreu por consequência de uma vida miserável e de prostituição. Os responsáveis por Cosette, obrigavam-na à escravatura doméstica. O desempenho de Isabelle, ao participar no elenco do filme Les Misérables com apenas 10 anos, foi uma revelação admirável. A sua voz é uma considerável manifestação, tendo sido a mesma que executou a voz de Cosette na canção "Castle on a Cloud", com uma voz plena de desejo, de uma criança que nunca havia conhecido o amor, a bondade. Ao lado de atores como Hugh Jackman, Helena Bonham Carter, Russell Crowe, Anne Hathaway e Amanda Seyfried, Isabelle estreou no filme de adaptação do musical de elevado sucesso cinematográfico.